# Il verdetto (film 1948)
Il verdetto è un film del 1948, diretto dal regista Lewis Allen.